# Tranzistor cu joncțiuni aliate

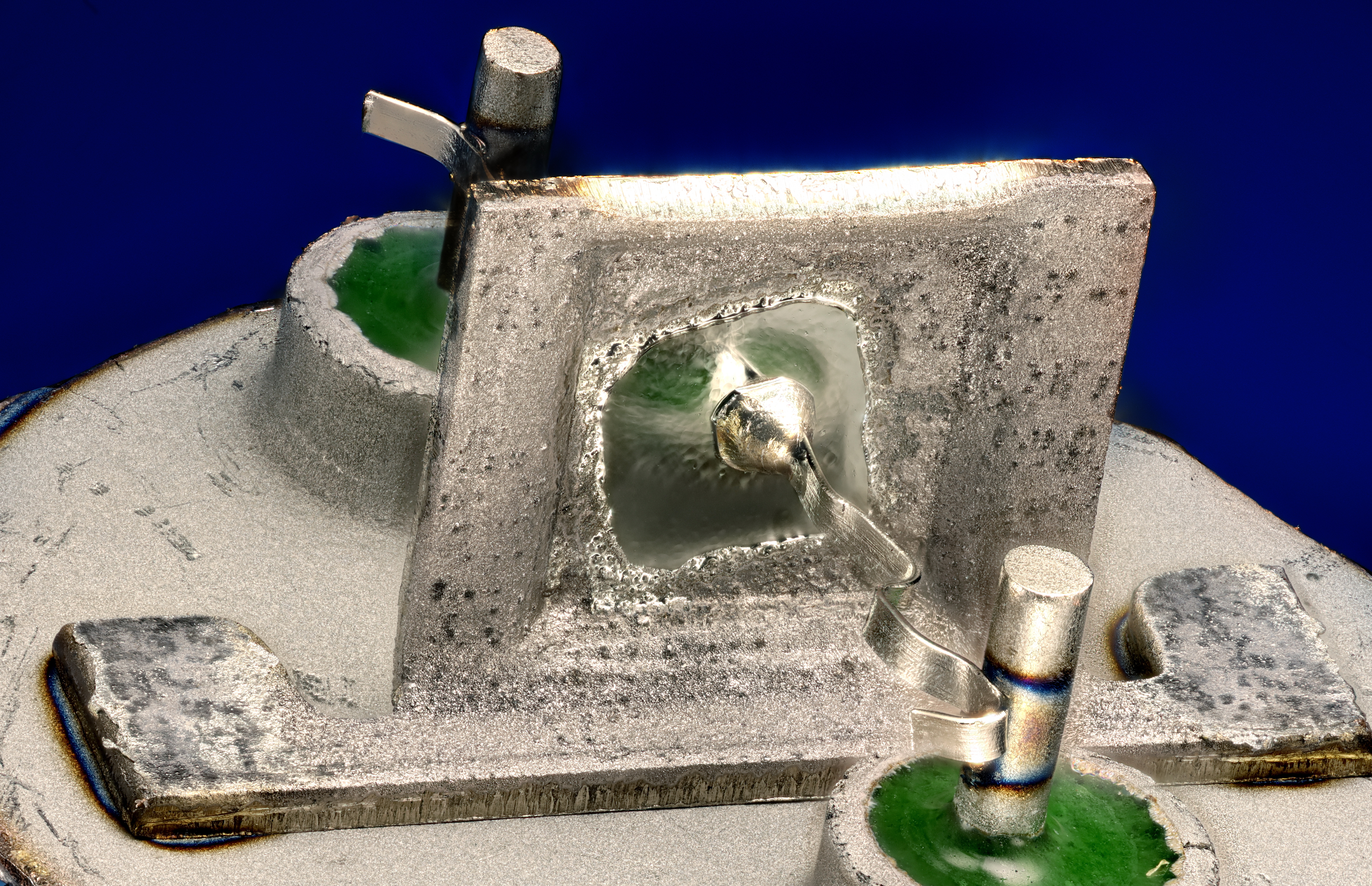
Fotografie cu interiorul unui tranzistor cu germaniu cu joncțiuni aliate, tip 2N1307 fabricat de General Electric in anii 1960

Tranzistorul cu germaniu cu joncțiuni aliate, numit și tranzistor aliat, a fost un tip de tranzistor de joncțiune bipolar dezvoltat la General Electric și RCA în 1951, ca o îmbunătățire față de tranzistorul cu joncțiuni crescute dezvoltat anterior.
Construcția obișnuită a unui tranzistor cu joncțiuni din aliaj este bazată pe un cristal de germaniu care formează baza, cu emitorul și colectorul din margele de aliaj fuzionate pe părțile opuse. Indiul și antimoniul au fost utilizate în mod obișnuit pentru a forma joncțiunile din aliaj pe o bară de germaniu de tip N. Peleta de joncțiune a colectorului ar avea aproximativ 50 mils (miimi de inch) în diametru, iar peleta emitorului este de aproximativ 20 mils. Regiunea de bază ar avea grosimea de 1 mil (0,001 țoli, 25 μm).  De-a lungul anilor au fost fabricate mai multe tipuri de tranzistoare cu joncțiuni aliate.
Toate tipurile de tranzistoare cu joncțiune aliate au devenit învechite la începutul anilor 1960, odată cu introducerea tranzistorului planar, care putea fi produs în masă cu ușurință, în timp ce tranzistoarele cu joncțiuni aliate trebuiau realizate individual. Primii tranzistori planari cu germaniu au avut caracteristici mult mai proaste decât tranzistoarele cu germaniu cu joncțiuni aliate din perioada respectivă, dar au costat mult mai puțin, iar caracteristicile tranzistoarelor planare s-au îmbunătățit foarte rapid, depășind cu mult cele ale tranzistoarelor anterioare din germaniu.

## Tranzistorul micro-aliaj
Tranzistorul tip micro-aliaj (MAT) a fost dezvoltat de Philco ca un tip îmbunătățit de tranzistor cu joncțiuni aliate, oferind o viteză mult mai mare.
Acesta este construit dintr-un cristal semiconductor care formează baza, în care sunt gravate o pereche de găuri pe laturile opuse (similar cu tranzistorul anterior cu barieră de suprafață al lui Philco), apoi se topesc în găuri bile din aliaj pentru emitor și colector.

## Tranzistorul difuzat tip micro-aliaj
Tranzistorul difuzat prin Micro-aliaj (MADT), sau cu baza difuzată prin micro-aliaj, a fost dezvoltat de Philco ca un tip îmbunătățit de tranzistor micro-aliaj; acesta oferea o viteză și mai mare. Este un tip de tranzistor cu bază difuzată.
Pentru a îmbunătăți performanța de înaltă frecvență, găurile sunt mai întâi gravate în cristal din fiecare parte, lăsând doar un strat foarte subțire la mijloc. Printr-un proces de difuzie se formează suprafețe din material cu impurități de fiecare parte a porțiunii subțiri de tip N. Căldura este apoi aplicată pentru a se alia impuritățile în regiunea de bază. Emitorul este gravat foarte superficial în acest strat de bază difuzat. Pentru o funcționare la mare viteză, gaura pentru colector este gravată până la capăt prin stratul de bază difuzat și prin majoritatea regiunii semiconductoare de bază intrinsecă, formând o regiune de bază extrem de subțire.  Acest proces produce regiuni de bază foarte subțiri și se obțin performanțe bune la înaltă frecvență.
Un câmp electric conceput prin dopaj a fost creat în stratul de bază prin difuzie pentru a reduce timpul de tranzit al purtătorilor de sarcină prin bază (similar cu tranzistorul cu baza difuzată).

## Tranzistorul difuzat post-aliaj
Tranzistorul post-aliaj difuzat ( PADT ), sau tranzistorul post-aliaj cu baza difuzată, a fost dezvoltat de Philips (dar GE și RCA au depus brevetul și Jacques Pankove de la RCA a primit brevet pentru acesta) ca o îmbunătățire a joncțiunii tranzistorului de germaniu aliat și oferea o viteză și mai mare. Este un tip de tranzistor cu bază difuzată.
Tranzistorul Philco cu micro-aliaj difuzat avea o slăbiciune mecanică care, în cele din urmă, le-a limitat viteza; stratul subțire de bază difuzat s-ar rupe dacă se face prea subțire, dar pentru a obține viteză mare trebuia să fie cât mai subțire posibil. De asemenea, a fost foarte greu să se controleze aliajele pe ambele părți ale unui strat atât de subțire.
Tranzistorul difuzat post-aliaj a rezolvat această problemă transformând tot cristalul semiconductor în colector (în loc de bază), care putea fi la fel de gros pe cât era de necesar pentru a obține rezistența mecanică cerută. Stratul de bază difuzat a fost creat deasupra acestuia. Apoi, două mărgele de aliaj, una de tip P și alta de tip N au fost topite deasupra stratului de bază difuzat. Mărgeaua având același tip ca și dopantul de bază a devenit apoi parte a bazei, iar mărgeaua având tipul opus față de dopantul de bază a devenit emitor.
Suplimentar pentru acest tranzistor un câmp electric conceput prin dopaj a fost creat în stratul de bază difuzat, pentru a reduce timpul de tranzit necesar purtătorilor de sarcină prin bază (similar cu tranzistorul cu baza difuzată).

## Galerie foto
|                                                           |
| TG 51 transistor PNP cu germaniu fabricat de TEWA Polonia |

|                                                           |
| TG 51 transistor PNP cu germaniu fabricat de TEWA Polonia |

|                                                                |
| 2N1307 transistor PNP cu germaniu fabricat de General Electric |

|                                                                |
| 2N1307 transistor PNP cu germaniu fabricat de General Electric |

|                                                  |
| 2N404 transistor PNP cu germaniu fabricat de RCA |

|                                                           |
| ACY21 transistor PNP cu germaniu utilizat ca amplificator |